# José Varela (Boxer)
José Varela (* 23. April 1960 in Cances, Spanien) ist ein ehemaliger deutsch-spanischer Profiboxer und Europameister.

## Leben
José Varela übersiedelte 1970 mit seinen Eltern von La Coruña nach Wiesbaden, später lebte er in Rüsselsheim, wo seine Karriere als Boxer begann. Im November 1984 nahm er die deutsche Staatsbürgerschaft an.

## Amateurkarriere
José Varela boxte als Amateur für den CSC Frankfurt in der Bundesliga. Am 23. Oktober 1981 schlug er den Deutschen Meister Reinhard Jassmann schwer KO.

## Profikarriere
Am 26. Februar 1983 gab er sein Profidebüt und schlug in Mannheim Uwe Wissenbach in der ersten Runde KO. Im Januar 1985 gewann José Varela nach einem Punktsieg gegen Tony Habermayer die Deutsche Meisterschaft im Weltergewicht.
Am 10. Oktober 1986 siegte er gegen Brahim Messaoudi durch KO in der fünften Runde und sicherte sich damit den vakanten Europameistertitel im Weltergewicht. Den Titel verlor Varela allerdings schon bei seiner ersten Titelverteidigung, als er gegen Alfonso Redondo völlig entkräftet in der zehnten Runde aus dem Kampf genommen wurde.
Im Jahr 1989 gewann er nochmals den Deutschen Meistergürtel, diesmal im Halbmittelgewicht, und erhielt daraufhin erneut eine EM-Chance. Dabei verlor Varela gegen Edip Sekowitsch durch KO in der zweiten Runde. Anschließend beendete er seine Boxerlaufbahn. 1994 versuchte er ein Comeback im Rahmenprogramm eines Maske-Weltmeisterschaftskampf, ging allerdings gegen den Briten Chris Saunders schon in der zweiten Runde schwer KO. José Varela wurde während seiner Profilaufbahn von Eberhard Thust gemanagt und galt als einer der wenigen deutschen Profiboxer mit internationalem Niveau. Er trainierte zeitweise beim Berliner Trainer Wolfgang Wilke.

### Erfolge
- Deutscher Meister im Weltergewicht 1985
- Europameister im Weltergewicht 1986
- Deutscher Meister im Halbmittelgewicht 1989

## Nach dem Boxen
Im Jahr 1997 stand er in Alicante wegen Totschlags vor Gericht. Ihm wurde vorgeworfen, im Oktober 1996 in Torrevieja einen Gastwirt mit einem Faustschlag getötet zu haben. Er wurde vom Vorwurf des Totschlags freigesprochen.